# Водица
Води́ца (укр. Водиця) — село в Великобычковской поселковой общине Раховского района Закарпатской области Украины.
Население по переписи 2001 года составляло 1882 человека. Почтовый индекс — 90610. Телефонный код — 3132. Занимает площадь 44,90 км². Код КОАТУУ — 2123682001.

## История
В 1946 году указом ПВС УССР село Апшица переименовано в Водицу.